# Jorge Espinoza
Jorge Humberto Espinoza Cortés (ur. 17 września 1980 w mieście Meksyk) – meksykański piłkarz występujący na pozycji bramkarza.

## Kariera klubowa
Espinoza profesjonalną karierę klubową rozpoczynał w zespole Club León, jednak pozostawał rezerwowym golkiperem drużyny. W meksykańskiej Primera División zadebiutował 2 września 2000 w przegranym 1:4 spotkaniu z Atlasem, kiedy to w 84. minucie zastąpił między słupkami ukaranego czerwoną kartką Carlosa Brionesa i przepuścił gole autorstwa Juana Pablo Rodrígueza i Mario Méndeza. Drugi i ostatni mecz w najwyższej klasie rozgrywkowej rozegrał 10 września tego samego roku w przegranej 1:2 konfrontacji z Pachucą, kiedy to rozegrał pełne 90 minut i skapitulował po uderzeniach Gabriela Caballero i Manuela Vidrio.

## Kariera reprezentacyjna
W 1997 roku Espinoza znalazł się w składzie reprezentacji Meksyku U–17 na Młodzieżowe Mistrzostwa Świata w Egipcie. Był wówczas rezerwowym bramkarzem kadry, pełniąc funkcję alternatywy dla Jesúsa Corony i nie rozegrał ani jednego meczu, za to Meksykanie nie zdołali wyjść z grupy i po trzech spotkaniach zakończyli swój udział w turnieju.